# Types de gladiateurs
 (mai 2011).
Si vous disposez d'ouvrages ou d'articles de référence ou si vous connaissez des sites web de qualité traitant du thème abordé ici, merci de compléter l'article en donnant les références utiles à sa vérifiabilité et en les liant à la section « Notes et références ».

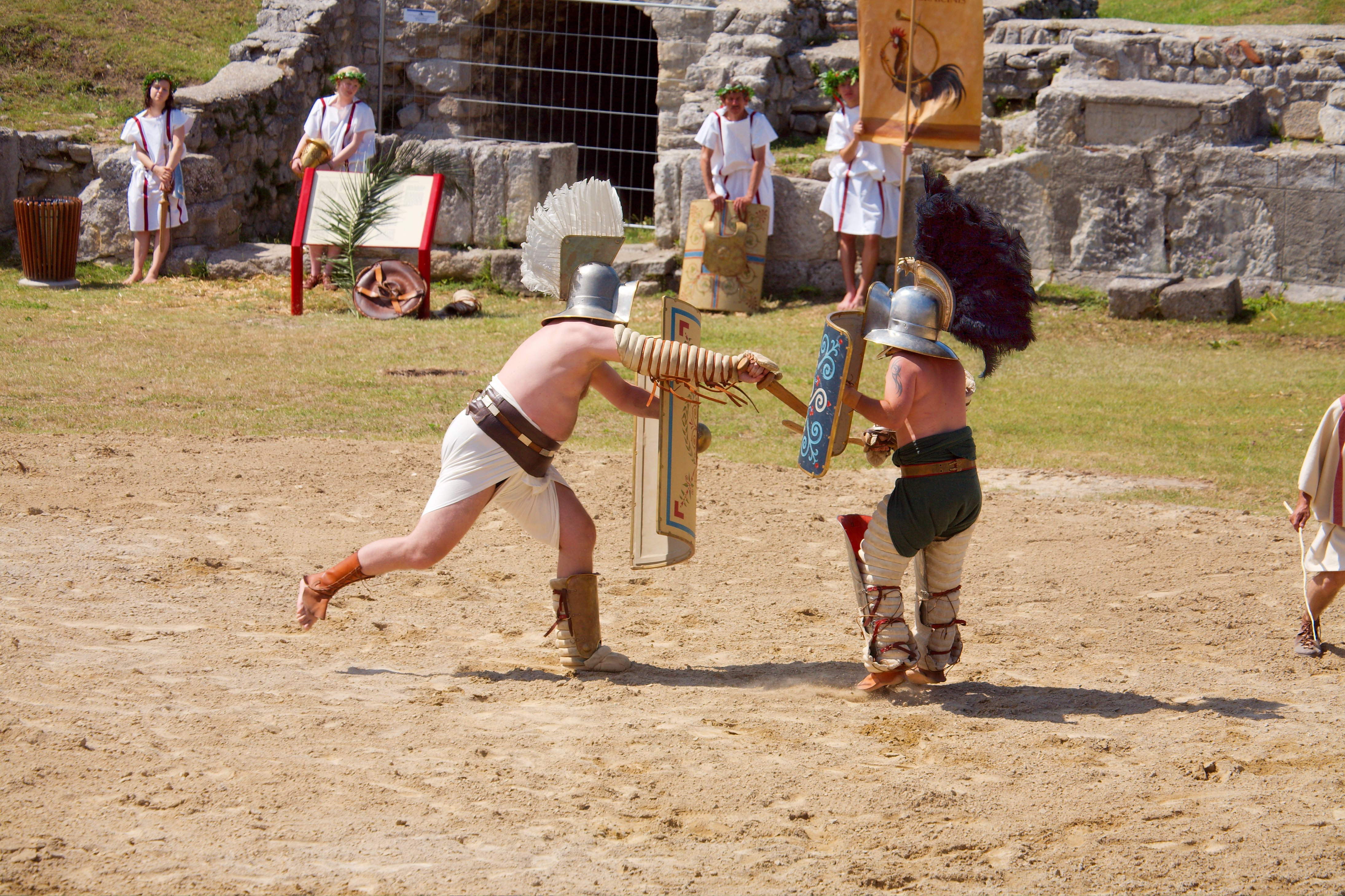
Représentation reconstituée d'un combat opposant un mirmillon à un thrace.

Les types de gladiateurs, que les Romains appelaient armaturae, apparaissent progressivement au cours de l'histoire de la gladiature romaine. Cette apparition correspond au souci des organisateurs de pimenter les affrontements en appariant deux panoplies et deux techniques de combat. L'évolution de certaines catégories donnant finalement naissance à d'autres reflète le souci d'équilibrer les combats en opposant des catégories différentes mais de même efficacité. Les premiers types à avoir vu le jour sont généralement qualifiés d'« ethniques », parce que leur nom et leur équipement correspondent à celui de peuples ayant combattu Rome. Apparaissent ensuite des types « techniques », dont le nom évoque une technique de combat.
La traduction littérale du terme armatura par armure induit une mauvaise perception du gladiateur que l'on imagine recouvert de la lourde armure des chevaliers médiévaux, d'où la préférence des historiens pour l'équivalent grec d'armatura, la panoplía ou panoplie (en) qui désigne un ensemble cohérent d'équipements (les armes non incluses) qui ne sont pas interchangeables entre eux.

## Armaturæethniques
- Le samnite était armé avec un bouclier longtemps rectangulaire (scutum), un casque surmonté d'un panache[3], une épée courte et une jambière sur la jambe gauche qui lui montait jusqu'au genou. Ce type de gladiateur qui rappelait le soldat de ce peuple italique combattu par Rome au cours de trois guerres, disparaît au début de la période impériale.

- Le gaulois, était un type contemporain du samnite : sans autre protection qu'un casque et un bouclier de type celtique long et étroit, il était aussi armé d'une longue épée avec laquelle il frappait de taille. Lui aussi s'effaça au début de l'Empire.

- Le thrace combattait avec une arme caractéristique, la falx supina, une dague courbe tranchante des deux côtés de la lame. Il était protégé par un petit bouclier, souvent de forme carrée (parma) et par deux jambières (ocreae) qui montaient jusqu'aux cuisses. Il portait un casque à rebord (galea). Ce casque de l'époque républicaine laissait le visage sans protection, puis, sous l'Empire, il fut muni d'une visière. Dans la seconde moitié du Ier siècle, la bordure s'élargit et sa courbure s'accentua. Les œilletons disparurent pour faire place à une grille, qui ne couvrit d'abord que la moitié supérieure, puis la totalité de la visière. Aux IIe et IIIe siècles, le casque devint plus étroit.

L'armement défensif des gladiateurs était conçu à partir d'un principe simple : protéger les parties du corps où une blessure, même légère, pouvait gravement handicaper le combattant.

## Armaturætechniques

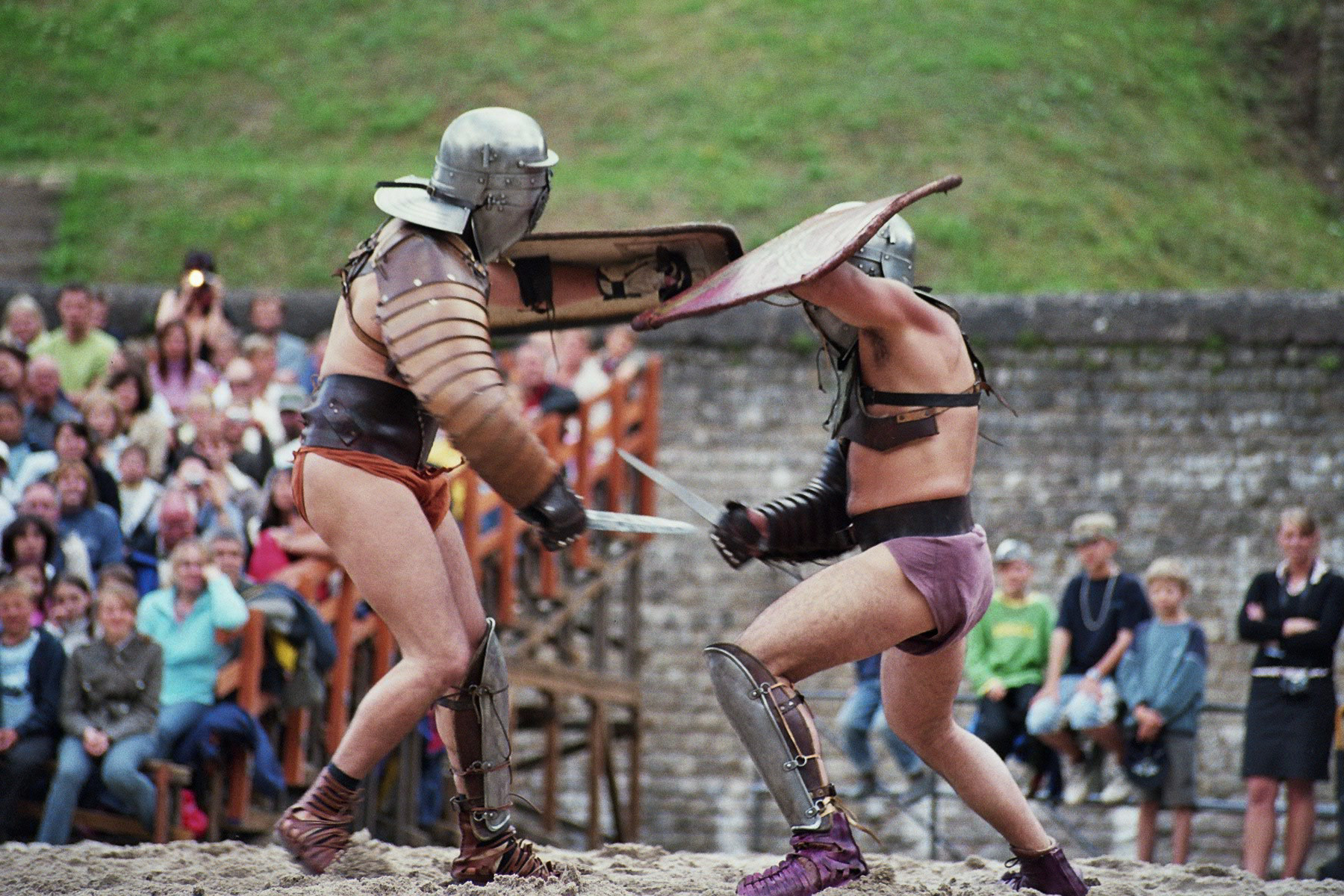
Reconstitution d'un combat en Allemagne en 2005.

- L’hoplomaque, apparu à l'époque impériale, combattait avec un petit bouclier rond ainsi qu'une lance et un petit glaive

- Le provocator, héritier du samnite, est le type par lequel les gladiateurs entamaient leur cursus au ludus, c'est aussi ce type de gladiateur qui démarrait les après-midi de combats. Il semble que les provocatores soient armés d'un glaive court et d'un grand bouclier dit cintré (le scutum rectangulaire similaire à celui du légionnaire romain),  une protection d'épaule (galerus). Leur casque rond ne présente pas de crête comme celui des légionnaires.

- Le secutor est « celui qui poursuit », maniant le glaive (gladius) et un bouclier long, protégé par une jambière à la jambe gauche. Son casque remarquable, sans rebord, surmonté d'une crête sans arête, offrant donc moins de prise au filet du rétiaire que celui des autres gladiateurs. Le secutor était bien adapté à la lutte contre le rétiaire, son adversaire habituel.

- Le mirmillon, héritier direct du gaulois d'époque républicaine, était au début également opposé au rétiaire, puis son adversaire privilégié fut le thrace ou l'hoplomaque. Il possédait un grand scutum et une dague. Son casque à crête percussive lui servait aussi d'arme offensive, alors que ses larges bords protégeaient son cou.

- Le rétiaire, gladiateur léger, a frappé les imaginations par son équipement offensif caractéristique : sa panoplie rappelle celle d'un pêcheur, filet (rete), trident (fuscina) et poignard (pugio). Son armement défensif est réduit au minimum : pas de casque, mais des chevillères (fasciae) et un brassard (manica) qui protégeait le bras gauche, le plus exposé par le lancement du filet ou l'attaque au trident[4]. Le galerus, une large épaulière, couvrait la base du cou et donnait au rétiaire une silhouette particulière. Le maniement du filet exigeait une grande dextérité. Le combat dépendait de son adresse et de sa rapidité. Il se retournait pour contenir la poursuite et lançait sa contre-attaque en tenant le trident des deux mains: la droite au bas de la hampe et la gauche serrant aussi le poignard, près de la fourche. Cette position s'observe fréquemment sur les monuments figurés (mosaïques de Cos, Reims, Bignor).

## Types spécifiques
- Le scissor (« celui qui tranche ») est une catégorie rare, tant sur le plan épigraphique qu'iconographique. Les quelques représentations sont caractéristiques : casque semblable à celui du secutor, lourde cotte de mailles descendant jusqu'à mi-cuisse, ocreae (jambières), mais pas de bouclier. Son armement offensif consistait en une dague et une sorte de gaffe terminée par une lame en forme de croissant. Il la maniait de son bras gauche protégé par un manchon métallique au bout duquel était fixée l'arme. Se basant sur une stèle trouvée à Tomis (Roumanie), où il était opposé à un rétiaire, Louis Robert avait jadis formulé la théorie qu'il s'agissait du « contre-rétiaire » mentionné par quelques inscriptions. Le terme scissor, qui apparaît dans une liste de dix armaturæ sur une inscription de Vesona (Apulie), correspond à la lame en forme de tranchoir.

- Les sagittarii combattaient à distance avec leurs arcs.  Ils n'avaient pour toute protection que la manica qu'ils portaient au bras droit.

- Les equites combattaient à cheval, vêtus d'une tunique courte, protégés d'un casque à visière, d'un petit bouclier rond (parma), et armés d'une lance et d'une épée courte. Il arrivait que le combat se poursuivît à pied.

- L’essédaire apparut dans l'amphithéâtre sous les règnes de Claude et Néron, rappelant les soldats bretons montés sur des chars légers (essedarii) , que les légions de César, puis celles de Claude avaient dû combattre lors de la conquête de la Bretagne insulaire. Chaque char portait deux hommes : le cocher, le plus honoré, qui tenait le rôle principal, et un guerrier, lanceur de javelots. On ignore si, dans le cas de l'essédaire, l'équipage comptait un homme ou deux. Mais comme son ancêtre l’essedarius, il excellait au lancer du javelot.

Pour quelques types de gladiateurs connus, beaucoup restent mystérieux, notamment parmi les armaturæ lourdes. Le crupellaire dont le poids de l'équipement l'empêchait de se relever en cas de chute. Le dimachère combattait avec une épée dans chaque main. Certains héros de l'arène, polyvalents, maniaient aussi bien le poignard (sica) du thrace que le trident du rétiaire.